# Житие протопопа Аввакума
«Житие́ протопопа́ Авваку́ма, им сами́м напи́санное» — уникальный памятник русской литературы XVII века.
У «жития» есть главное отличие от других произведений того времени — грубый язык, нарочитая простота. В произведении не отражены литературные каноны и нормы. Его автор Аввакум Петров писал: «Занеже люблю свой русский природный язык, виршами философскими не обыкл речи красить». В русской литературе Аввакум положил начало автобиографии, до него она практически не существовала. В отличие от канонических житий, здесь много бытовых подробностей, например, о жене, о хорошем отношении к ней. Композиция тоже имеет отличительную особенность — житие заканчивается не смертью (так как это автобиография).

## Содержание

### Автобиография
Аввакум описывает свою биографию. Родился в нижегородских пределах, за Кудмою в селе Григорове в семье священника Петра. По благословению матери женился на дочери кузнеца Анастасии Марковне. В 21 год стал диаконом, а через два года священником, в 28 лет стал протопопом. На момент написания автобиографии Аввакуму было 50 лет. Будучи священником, обличал скоморохов, блудодеев и бреющих бороды. Затем Аввакум сообщает о реформах Никона, когда «от дьявола житья не стало». После чего он был отправлен в Сибирь (Тобольск, Енисейск, Братск). Описывает Аввакум своё плавание в сопровождении Афанасия Пашкова по Большой Тунгуске, озеро Байкал и путешествие в Даурскую землю на Нерчу рядом с Мунгальским царством. Затем, после опалы патриарха Никона, три года возвращался в Москву. Однако в Москве Аввакум не задержался и вновь был сослан в Пустозерье. Здесь он написал своё житие. Его держали 15 лет в земляной тюрьме, но «остался упорен» и 14 (24) апреля 1682 года был сожжён в срубе вместе с иноком Епифанием и другими старообрядцами.
Отрывок из «жития»:

Таже с Нерчи реки паки назад возвратилися к Русе. Пять недель по льду голому ехали на нартах. Мне под робят и под рухлишко дал две клячки, а сам и протопопица брели пеши, убивающеся о лед. Страна варварская, иноземцы немирные; отстать от лошадей не смеем, а за лошедьми итти не поспеем, голодные и томные люди. Протопопица бедная бредет-бредет, да и повалится, — кользко гораздо! В ыную пору, бредучи, повалилась, а иной томной же человек на нея набрел, тут же и повалился; оба кричат, а встать не могут. Мужик кричит: «матушка-государыня, прости!» А протопопица кричит: «что ты, батько, меня задавил?» Я пришел, — на меня, бедная, пеняет, говоря: «долго ли муки сея, протопоп, будет?» И я говорю: «Марковна, до самыя смерти!» Она же, вздохня, отвещала: «добро, Петровичь, ино ещё побредем».— 

### Богословие
В богословии Аввакум опирается на Дионисия Ареопагита, различая у Бога имена истинные и похвальные. Истинных имён только 4: сый, свет, истина, живот. Аввакум сетует, что реформаторы (новолюбцы) убрали из Символа Веры упоминание об истинном характере Святого Духа. Основываясь на Дионисии, которого он продолжал считать учеником Павла, Аввакум защищает сугубую аллилуйю, которую утвердил Василий Великий: аллилуйя, аллилуйя, слава тебе Боже! Поскольку «слава Богу» это и есть перевод аллилуйи, то включать ещё одну аллилуйю в это песнопение — значит славить не Троицу, а Четверицу. Вера кафолическая, писал Аввакум, есть вера в единаго Бога в Троице. Рим отпал от Церкви, а с ним отпали и ляхи. Православие «пёстро», поскольку греческая церковь сильно пострадала от турецкого завоевания.

## Литургия
Аввакум разработал элементы старообрядческого богослужения в условиях гонений.
Перед образом Христовым на коробочку постелить платок и зажечь свечу, в сосуд налить воду и ложкой положить в неё часть тела Христова, окурить кадилом и произнести молитву:
Верую, Господи, и исповедую, яко Ты еси Христос Сын Бога живаго, пришедый в мир грешники спасти, от них же первый есмь аз. Верую, яко воистинну се есть самое пречистое тело Твое, и се есть самая честная кровь Твоя. Его же ради молю ти ся, помилуй мя и прости ми и ослаби ми согрешения моя, вольная и невольная, яже словом, яже делом, яже ведением и неведением, яже разумом и мыслию, и сподоби мя неосужденно причаститися пречистых ти таинств во оставление грехов и в жизнь вечную, яко благословен еси во веки. Аминь

## Публикация и влияние
Почти два столетия после смерти Аввакума его «Житие» распространялось в списках только среди старообрядцев как священный текст. Впервые оно было напечатано благодаря Николаю Тихонравову в 1861 году в типографии издателя Дмитрия Кожанчикова в Санкт-Петербурге. Эта публикация была встречена с огромным интересом. Фёдор Достоевский в «Дневнике писателя» привёл язык «Жития» Аввакума в пример того «многоразличного, богатого, всестороннего и всеобъемлющего» русского материала, который напрасно презирают, считая «грубым подкопытным языком, на котором неприлично выразить великосветское чувство или великосветскую мысль». Иван Тургенев восхищался: «Вот она, живая речь московская!», говоря при этом: «Груб и глуп был Аввакум, порол дичь, воображая себя великим богословом, будучи невеждой, а между тем писал таким языком, что каждому писателю следует изучать его». Лев Толстой называл Аввакума «превосходным стилистом».
Революционно настроенная интеллигенция стала воспринимать Аввакума как олицетворение силы народа, народного бунтаря. Николай Чернышевский писал: «Вспомните протопопа Аввакума, что скуфьёй крыс пугал в подземелье, человек был, не кисель с размазнёй…». Николай Клюев в оде «Ленин» представлял Ленина последователем Аввакума. Позднее Аввакум стал важной символической фигурой для Варлама Шаламова, который написал стихотворение «Аввакум в Пустозерске».
В 1990-е годы Аввакума превозносили идеологи евразийства и консервативной революции, Александр Дугин назвал его «последним человеком Святой Руси».

## Издания
- Николай Тихонравов осуществил первое печатное издание «Жития» в 1861 году в типографии издателя Дмитрия Кожанчикова в Санкт-Петербурге[6].
- Житие протопопа Аввакума, им самим написанное, и другие его сочинения / Подгот., комм. Н. К. Гудзия, В. Е. Гусева, Н. С. Демковой, А. С. Елеонской, А. И. Мазунина, послесл. В. Е. Гусева. — Иркутск: Вост.-Сиб. кн. изд-во, 1979. — 368 с., ил. — 100 000 экз. — (Литературные памятники Сибири).
- Житие протопопа Аввакума / Изд. подг. Н. С. Демкова и Л. В. Титова. — СПб.: Наука, 2019.
- Сборник «Пустозерская проза», Издательство Московский рабочий, 1989 г., ISBN 5-239-00385-8, Есть аудио-версия, читает И. Е. Прудовский